# Nephele aequivalens
Nephele aequivalens là một loài bướm đêm thuộc họ Sphingidae. Nó được tìm thấy ở forests up to 5,000 feet and heavy woodland throughout tropical Africa.
Chiều dài cánh trước là 45–52 mm, khiến nó là loài lớn nhất trong chi.